# 足立市場

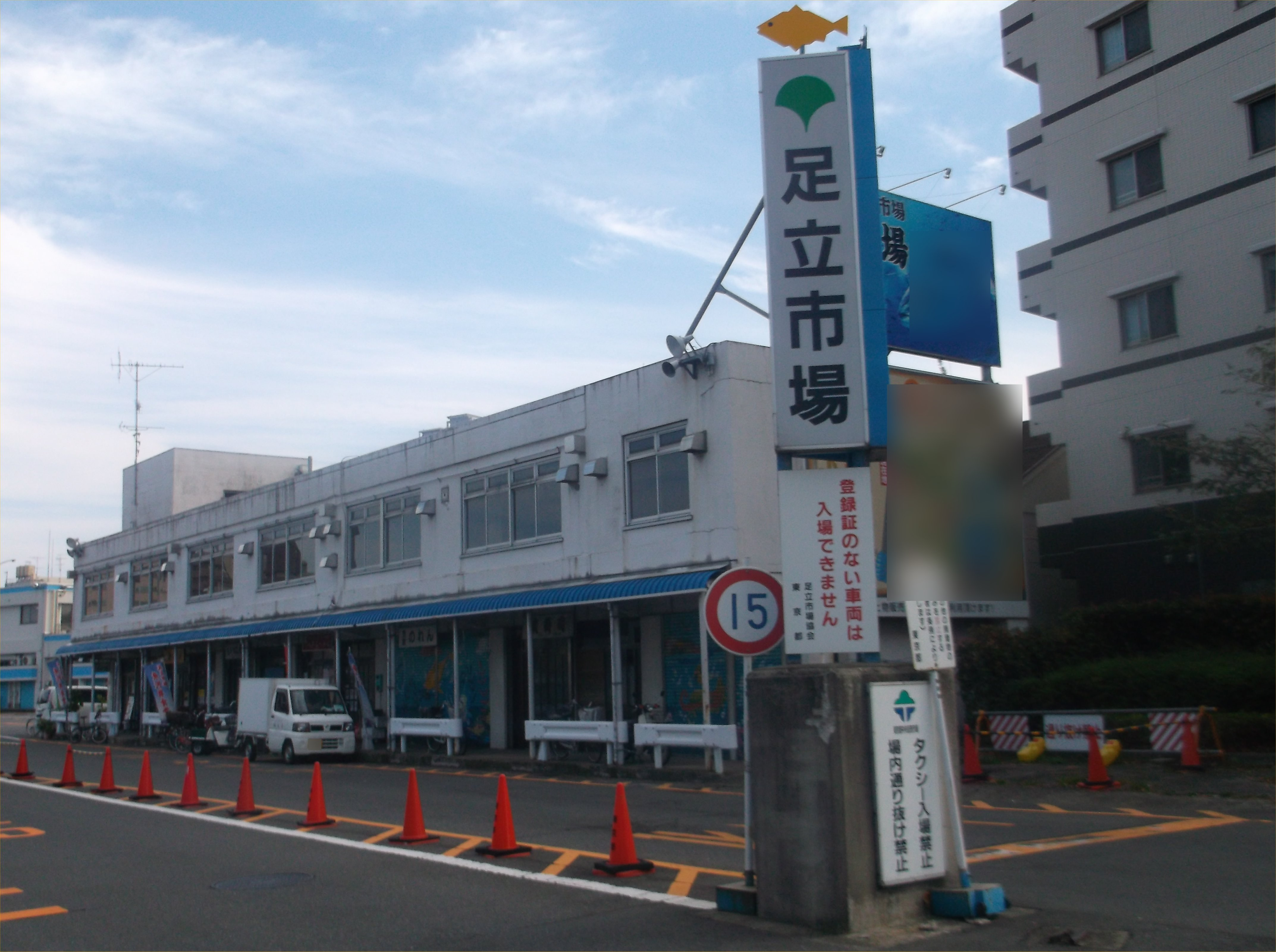
足立市場

足立市場（あだちしじょう）は、東京都足立区千住橋戸町50にある東京都中央卸売市場の市場。

## 概要
千住宿の青物市場として天正（1580年ごろ）年間から存在していた「やっちゃ場」をルーツとする（千住宿#千住青物市場参照）。
神田市場、豊島市場（駒込市場）と並び、江戸の三大青物市場のひとつで、幕府の御用市場であった。
東京都が戦時中の1942年（昭和17年）に現在地を買収し、千住河原町にあった青果市場荷受組合と西新井村本木町にあった東京北魚市場を収容した総合市場「足立市場」を1945年（昭和20年）2月11日に開場した。しかし開場2か月後の4月13日、東京大空襲により全焼した。
1979年（昭和54年）9月17日青果を取り扱う部門を足立区入谷に新設した北足立市場に移転、足立市場は水産物専門の市場として生まれ変わった。